# Akiko Higashimura
Akiko Higashimura (東村 アキコ, Higashimura Akiko, Miyazaki, 15 oktober 1975) is een Japans mangaka.

## Carrière
Higashimura maakte in 1999 haar debuut in het Japanse magazine Bouquet Deluxe met haar manga Fruits Komori. Later vergaarde ze enige bekendheid met Kisekae Yuka-chan, welke debuteerde in het mangamagazine Cookie. In 2008 tekende ze de one-shot Chuo-Sen Cinema Paradise voor het magazine Jump SQ. In datzelfde jaar werd ze genomineerd voor de jaarlijkse Manga Taisho prijs voor haar Himawari: Kenichi Legend. In 2009 werd ze opnieuw genomineerd voor deze prijs met Mama wa Tenparist, in 2010 voor Princess Jellyfish, in 2011 voor Omo ni Naitemasu, en in 2016 en 2017 voor Tokyo Tarareba Girl. In 2015 won ze de Manga Taisho prijs voor haar werk Kakukaku Shikajik.
Haar jongere broer Takuma Morishige is de auteur van de manga My Neighbor Seki.

## Oeuvre
- Kisekae Yuka-chan (きせかえユカちゃん) (2001, Shueisha)
- Himawari: Kenichi Legend (ひまわりっ 健一レジェンド) (2006, Kodansha)
- Mama wa Tenparist (ママはテンパリスト) (2007, Shueisha)
- Princess Jellyfish (海月姫) (2008, Kodansha)
- Omo ni Naitemasu (主に泣いてます) (2010, Kodansha)
- Kakukaku Shikajika (かくかくしかじか) (2012, Shueisha)
- Meropon Dashi! (メロポンだし!) (2013, Kodansha)
- Tokyo Tarareba Girls (東京タラレバ娘) (2014, Kodansha)
- Bishoku Tantei (美食探偵) (2015, Shueisha, one-shot)[8]
- Himoxile (ヒモザイル) (2015, Kodansha, suspended)[9][10]